# امانگاه سند-حصارداغ
امانگاه سُند-حصارداغ (انگلیسی: Sünt-Hasardag Sanctuary) یک منطقه حفاظت‌شده در ترکمنستان است.
این امانگاه بخشی است از منطقه حفاظت‌شده طبیعی سند-حصارداغ است.